# Escala Mel

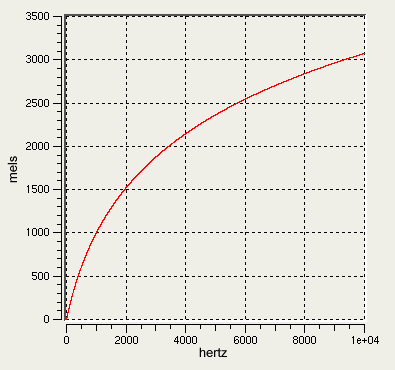
Gráfica mel - Hz.

La Escala Mel, propuesta por Stevens, Volkman y Newmann en 1937, es una escala musical perceptual de tonos juzgados como intervalos equiespaciados por parte de observadores.
El punto de referencia entre esta escala y la frecuencia normal se define equiparando un tono de 1000 Hz, 40 dB por encima del umbral de audición del oyente, con un tono de 1000 mels. Por encima de 500 Hz, los intervalos de frecuencia espaciados exponencialmente son percibidos como si estuvieran espaciados linealmente. En consecuencia, cuatro octavas en la escala de hercios por encima de 500 Hz se comprimen a alrededor de dos octavas en la escala Mel. El nombre mel viene de la palabra melodía para indicar que se basa en la percepción humana de los tonos.
Muchos músicos y psicólogos prefieren una representación bidimensional del tono mediante el color de tono (o croma) y altura de tono, o una representación tridimensional como la estructura helical propuesta por Roger Shepard, al representar más adecuadamente otras propiedades de la audición musical.
Para convertir {\displaystyle f} hercios en {\displaystyle m} mels se emplea:
{\displaystyle m=1127,01048\ln(1+f/700)\,}
Y a la inversa:
{\displaystyle f=700(e^{m/1127,01048}-1)\,}